# Nobel Son - Un colpo da Nobel
Nobel Son - Un colpo da Nobel (Nobel Son) è un film del 2007, diretto da Randall Miller.

## Trama
Un ricercatore americano, Eli Michaelson, vince il premio Nobel per la chimica e suo figlio Berkley, uno scrittore di non molto successo, si trova catapultato in una nuova realtà. Sarà coinvolto in un particolare rapimento, in cui si troverà, suo malgrado coinvolta anche City, la fidanzata di Berkley.

## Distribuzione

### Date di uscita
- Uscita negli  USA: 5 dicembre 2008
- Uscita in  Russia: 3 luglio 2008
- Uscita in  Israele: 1º ottobre 2007 (Haifa Film Festival)
- Uscita in  Italia: 3 marzo 2010 Direttamente in DVD (noleggio)